# فهرست گل‌به‌خودی‌های جام جهانی فوتبال
فهرستی از تمام گل‌به‌خودی‌های زده شده در بازی‌های جام جهانی فوتبال.

## فهرست
| ترتیب | بازیکن             | زمان  | تیم                 | گل  | نتیجه پایانی  | برابر               | مسابقه             | مرحله                 | تاریخ          | گزارش فیفا                                               |
| ----- | ------------------ | ----- | ------------------- | --- | ------------- | ------------------- | ------------------ | --------------------- | -------------- | -------------------------------------------------------- |
| ۱.    | مانوئل روزس        | ۵۱'   | مکزیک               | ۰–۲ | ۰–۳           | شیلی                | ۱۹۳۰ اروگوئه       | دور نخست              | ژوئیه ۱۶, ۱۹۳۰ | گزارش بایگانی‌شده در ۲ آوریل ۲۰۱۶ توسط Wayback Machine    |
| ۲.    | ارنست لورچر        | ۲۲'   | سوئیس               | ۰–۲ | ۴–۲           | آلمان               | ۱۹۳۸ فرانسه        | دور نخست (بازی برگشت) | ژوئن ۹, ۱۹۳۸   | گزارش بایگانی‌شده در ۶ سپتامبر ۲۰۱۵ توسط Wayback Machine  |
| ۳.    | اسون یاکوبسن       | ۱۹'   | سوئد                | ۱–۱ | ۱–۵           | مجارستان            | ۱۹۳۸ فرانسه        | نیمه نهایی            | ژوئن ۱۶, ۱۹۳۸  | گزارش بایگانی‌شده در ۲۲ مه ۲۰۱۸ توسط Wayback Machine      |
| ۴.    | خوزه پارا مارتینز  | ۱۵'   | اسپانیا             | ۰–۱ | ۱–۶           | برزیل               | ۱۹۵۰ برزیل         | فینال                 | ژوئیه ۱۳, ۱۹۵۰ | گزارش بایگانی‌شده در ۱۲ سپتامبر ۲۰۱۵ توسط Wayback Machine |
| ۵.    | جیمی دیکینسون      | ۹۴'   | انگلستان            | ۴–۴ | ۴–۴ وقت اضافه | بلژیک               | ۱۹۵۴ سوئیس         | دور نخست              | ژوئن ۱۷, ۱۹۵۴  | گزارش بایگانی‌شده در ۲۸ سپتامبر ۲۰۱۷ توسط Wayback Machine |
| ۶.    | راول کاردناس       | ۴۶'   | مکزیک               | ۰–۲ | ۲–۳           | فرانسه              | ۱۹۵۴ سوئیس         | دور نخست              | ژوئن ۱۹, ۱۹۵۴  | گزارش بایگانی‌شده در ۲۴ سپتامبر ۲۰۱۵ توسط Wayback Machine |
| ۷.    | ایویکا هوروات      | ۹'    | یوگسلاوی            | ۰–۱ | ۰–۲           | آلمان غربی          | ۱۹۵۴ سوئیس         | یک‌چهارم نهایی         | ژوئن ۲۷, ۱۹۵۴  | گزارش بایگانی‌شده در ۱ مارس ۲۰۱۸ توسط Wayback Machine     |
| ۸.    | لوییس کروز         | ۵۹'   | اروگوئه             | ۱–۲ | ۱–۳           | اتریش               | ۱۹۵۴ سوئیس         | رده‌بندی               | ژوئیه ۳, ۱۹۵۴  | گزارش بایگانی‌شده در ۲۴ سپتامبر ۲۰۱۵ توسط Wayback Machine |
| ۹.    | ایوان وتسوف        | ۱۷'   | بلغارستان           | ۰–۱ | ۰–۳           | پرتغال              | ۱۹۶۶ انگلستان      | دور نخست              | ژوئیه ۱۶, ۱۹۶۶ | گزارش بایگانی‌شده در ۳ ژوئن ۲۰۱۶ توسط Wayback Machine     |
| ۱۰.   | ایوان داویدف       | ۴۳'   | بلغارستان           | ۱–۱ | ۱–۳           | مجارستان            | ۱۹۶۶ انگلستان      | دور نخست              | ژوئیه ۲۰, ۱۹۶۶ | گزارش بایگانی‌شده در ۲۴ سپتامبر ۲۰۱۵ توسط Wayback Machine |
| ۱۱.   | خاویر گوزمان       | ۲۵'   | مکزیک               | ۱–۱ | ۱–۴           | ایتالیا             | ۱۹۷۰ مکزیک         | یک‌چهارم نهایی         | ژوئن ۱۴, ۱۹۷۰  | گزارش بایگانی‌شده در ۲۴ سپتامبر ۲۰۱۵ توسط Wayback Machine |
| ۱۲.   | کولین کوران        | ۵۸'   | استرالیا            | ۰–۱ | ۰–۲           | آلمان شرقی          | ۱۹۷۴ آلمان غربی    | دور نخست              | ژوئن ۱۴, ۱۹۷۴  | گزارش بایگانی‌شده در ۶ سپتامبر ۲۰۱۵ توسط Wayback Machine  |
| ۱۳.   | روبرتو پرفومو      | ۳۵'   | آرژانتین            | ۱–۱ | ۱–۱           | ایتالیا             | ۱۹۷۴ آلمان غربی    | دور نخست              | ژوئن ۱۹, ۱۹۷۴  | گزارش بایگانی‌شده در ۱۰ سپتامبر ۲۰۱۵ توسط Wayback Machine |
| ۱۴.   | رود کرول           | ۷۸'   | هلند                | ۳–۱ | ۴–۱           | بلغارستان           | ۱۹۷۴ آلمان غربی    | دور نخست              | ژوئن ۲۳, ۱۹۷۴  | گزارش بایگانی‌شده در ۴ فوریه ۲۰۱۸ توسط Wayback Machine    |
| ۱۵.   | آندرانیک اسکندریان | ۴۳'   | ایران               | ۰–۱ | ۱–۱           | اسکاتلند            | ۱۹۷۸ آرژانتین      | دور نخست              | ژوئن ۷, ۱۹۷۸   | گزارش بایگانی‌شده در ۲۳ مه ۲۰۱۸ توسط Wayback Machine      |
| ۱۶.   | ارنی برندتس        | ۱۸'   | هلند                | ۰–۱ | ۲–۱           | ایتالیا             | ۱۹۷۸ آرژانتین      | دور دوم               | ژوئن ۲۱, ۱۹۷۸  | گزارش بایگانی‌شده در ۵ مارس ۲۰۱۸ توسط Wayback Machine     |
| ۱۷.   | برتی فوگتس         | ۵۹'   | آلمان غربی          | ۱–۱ | ۲–۳           | اتریش               | ۱۹۷۸ آرژانتین      | دور دوم               | ژوئن ۲۱, ۱۹۷۸  | گزارش بایگانی‌شده در ۲ آوریل ۲۰۱۵ توسط Wayback Machine    |
| ۱۸.   | ژوزف بارموش        | ۶۶'   | چکسلواکی            | ۰–۲ | ۰–۲           | انگلستان            | ۱۹۸۲ اسپانیا       | دور نخست              | ژوئن ۲۰, ۱۹۸۲  | گزارش بایگانی‌شده در ۱۲ سپتامبر ۲۰۱۵ توسط Wayback Machine |
| ۱۹.   | لاسلو داژکا        | ۷۳'   | مجارستان            | ۰–۵ | ۰–۶           | اتحاد جماهیر شوروی  | ۱۹۸۶ مکزیک         | دور نخست              | ژوئن ۲, ۱۹۸۶   | گزارش بایگانی‌شده در ۲۴ سپتامبر ۲۰۱۵ توسط Wayback Machine |
| ۲۰.   | چو کوانگ-رایه      | ۸۲'   | کرهٔ جنوبی           | ۱–۳ | ۲–۳           | ایتالیا             | ۱۹۸۶ مکزیک         | دور نخست              | ژوئن ۱۰, ۱۹۸۶  | گزارش بایگانی‌شده در ۲۴ سپتامبر ۲۰۱۵ توسط Wayback Machine |
| ۲۱.   | آندرس اسکوبار      | ۳۵'   | کلمبیا              | ۰–۱ | ۱–۲           | ایالات متحده آمریکا | ۱۹۹۴ آمریکا        | دور نخست              | ژوئن ۲۲, ۱۹۹۴  | گزارش بایگانی‌شده در ۱۸ ژانویه ۲۰۱۸ توسط Wayback Machine  |
| ۲۲.   | تام بوید           | ۷۴'   | اسکاتلند            | ۱–۲ | ۱–۲           | برزیل               | ۱۹۹۸ فرانسه        | دور نخست              | ژوئن ۱۰, ۱۹۹۸  | گزارش بایگانی‌شده در ۲۲ سپتامبر ۲۰۱۵ توسط Wayback Machine |
| ۲۳.   | یوسف چیپو          | ۴۵+۱' | مراکش               | ۱–۱ | ۲–۲           | نروژ                | ۱۹۹۸ فرانسه        | دور نخست              | ژوئن ۱۰, ۱۹۹۸  | گزارش بایگانی‌شده در ۱۲ ژوئن ۲۰۱۸ توسط Wayback Machine    |
| ۲۴.   | پیر عیسی           | ۷۷'   | آفریقای جنوبی       | ۰–۲ | ۰–۳           | فرانسه              | ۱۹۹۸ فرانسه        | دور نخست              | ژوئن ۱۲, ۱۹۹۸  | گزارش بایگانی‌شده در ۸ سپتامبر ۲۰۱۵ توسط Wayback Machine  |
| ۲۵.   | آندونی زوبیزارتا   | ۷۳'   | اسپانیا             | ۲–۲ | ۲–۳           | نیجریه              | ۱۹۹۸ فرانسه        | دور نخست              | ژوئن ۱۳, ۱۹۹۸  | گزارش بایگانی‌شده در ۵ سپتامبر ۲۰۱۵ توسط Wayback Machine  |
| ۲۶.   | سینیشا میهایلوویچ  | ۷۲'   | یوگسلاوی            | ۲–۱ | ۲–۲           | آلمان               | ۱۹۹۸ فرانسه        | دور نخست              | ژوئن ۲۱, ۱۹۹۸  | گزارش بایگانی‌شده در ۲۶ دسامبر ۲۰۱۹ توسط Wayback Machine  |
| ۲۷.   | جورجی بچو          | ۸۸'   | بلغارستان           | ۱–۵ | ۱–۶           | اسپانیا             | ۱۹۹۸ فرانسه        | دور نخست              | ژوئن ۲۴, ۱۹۹۸  | گزارش بایگانی‌شده در ۲۴ سپتامبر ۲۰۱۵ توسط Wayback Machine |
| ۲۸.   | جرج کاستا          | ۲۹'   | پرتغال              | ۰–۲ | ۲–۳           | ایالات متحده آمریکا | ۲۰۰۲ کره/ژاپن      | دور نخست              | ژوئن ۵, ۲۰۰۲   | گزارش بایگانی‌شده در ۲۴ سپتامبر ۲۰۱۵ توسط Wayback Machine |
| ۲۹.   | جف آگوس            | ۷۱'   | ایالات متحده آمریکا | ۳–۲ | ۳–۲           | پرتغال              | ۲۰۰۲ کره/ژاپن      | دور نخست              | ژوئن ۵, ۲۰۰۲   | گزارش بایگانی‌شده در ۲۴ سپتامبر ۲۰۱۵ توسط Wayback Machine |
| ۳۰.   | کارلس پویول        | ۱۰'   | اسپانیا             | ۰–۱ | ۳–۱           | پاراگوئه            | ۲۰۰۲ کره/ژاپن      | دور نخست              | ژوئن ۷, ۲۰۰۲   | گزارش بایگانی‌شده در ۶ سپتامبر ۲۰۱۵ توسط Wayback Machine  |
| ۳۱.   | کارلوس گامارا      | ۳'    | پاراگوئه            | ۰–۱ | ۰–۱           | انگلستان            | ۲۰۰۶ آلمان         | دور نخست              | ژوئن ۱۰, ۲۰۰۶  | گزارش بایگانی‌شده در ۵ مارس ۲۰۱۶ توسط Wayback Machine     |
| ۳۲.   | کریستین زاکاردو    | ۲۷'   | ایتالیا             | ۱–۱ | ۱–۱           | ایالات متحده آمریکا | ۲۰۰۶ آلمان         | دور نخست              | ژوئن ۱۷, ۲۰۰۶  | گزارش بایگانی‌شده در ۲۰۱۶-۱۰-۲۶ توسط Wayback Machine      |
| ۳۳.   | برنت سانچو         | ۲۵'   | ترینیداد و توباگو   | ۰–۱ | ۰–۲           | پاراگوئه            | ۲۰۰۶ آلمان         | دور نخست              | ژوئن ۲۰, ۲۰۰۶  | گزارش بایگانی‌شده در ۵ مارس ۲۰۱۶ توسط Wayback Machine     |
| ۳۴.   | پتیت               | ۶۰'   | پرتغال              | ۰–۲ | ۱–۳           | آلمان               | ۲۰۰۶ آلمان         | رده‌بندی               | ژوئیه ۸, ۲۰۰۶  | گزارش بایگانی‌شده در ۵ ژوئیه ۲۰۱۷ توسط Wayback Machine    |
| ۳۵.   | دنیل اگر           | ۴۶'   | دانمارک             | ۰–۱ | ۰–۲           | هلند                | ۲۰۱۰ آفریقای جنوبی | دور نخست              | ژوئن ۱۴, ۲۰۱۰  | گزارش بایگانی‌شده در ۲۶ ژوئن ۲۰۱۰ توسط Wayback Machine    |
| ۳۶.   | پارک چو-یونگ       | ۱۷'   | کرهٔ جنوبی           | ۰–۱ | ۱–۴           | آرژانتین            | ۲۰۱۰ آفریقای جنوبی | دور نخست              | ژوئن ۱۷, ۲۰۱۰  | گزارش بایگانی‌شده در ۱۷ ژوئن ۲۰۱۰ توسط Wayback Machine    |
| ۳۷.   | مارسلو             | ۱۱'   | برزیل               | ۰–۱ | ۳–۱           | کرواسی              | ۲۰۱۴ برزیل         | دور نخست              | ژوئن ۱۲, ۲۰۱۴  | گزارش بایگانی‌شده در ۱۱ دسامبر ۲۰۱۸ توسط Wayback Machine  |
| ۳۸.   | نوئل وایادارس      | ۴۸'   | هندوراس             | ۰–۲ | ۰–۳           | فرانسه              | ۲۰۱۴ برزیل         | دور نخست              | ژوئن ۱۵, ۲۰۱۴  | گزارش بایگانی‌شده در ۳ مارس ۲۰۱۶ توسط Wayback Machine     |
| ۳۹.   | سئاد کولاشیناس     | ۳'    | بوسنی و هرزگوین     | ۰–۱ | ۱–۲           | آرژانتین            | ۲۰۱۴ برزیل         | دور نخست              | ژوئن ۱۵, ۲۰۱۴  | گزارش بایگانی‌شده در ۱۲ دسامبر ۲۰۱۸ توسط Wayback Machine  |
| ۴۰.   | جان بوی            | ۳۱'   | غنا                 | ۰–۱ | ۱–۲           | پرتغال              | ۲۰۱۴ برزیل         | دور نخست              | ژوئن ۲۶, ۲۰۱۴  | گزارش بایگانی‌شده در ۸ ژوئیه ۲۰۱۴ توسط Wayback Machine    |
| ۴۱.   | جوزف یوبو          | ۹۰+۲' | نیجریه              | ۰–۲ | ۰–۲           | فرانسه              | ۲۰۱۴ برزیل         | یک‌شانزدهم نهایی       | ژوئن ۳۰, ۲۰۱۴  | گزارش بایگانی‌شده در ۴ مارس ۲۰۱۶ توسط Wayback Machine     |
| ۴۲.   | عزیز بوحدوز        | ۹۰+۵' | مراکش               | ۰–۱ | ۰–۱           | ایران               | ۲۰۱۸ روسیه         | دور نخست              | ژوئن ۱۵, ۲۰۱۸  |                                                          |
| ۴۳.   | عزیز بهیچ          | ۸۱'   | استرالیا            | ۱–۲ | ۱–۲           | فرانسه              | ۲۰۱۸ روسیه         | دور نخست              | ژوئن ۱۶, ۲۰۱۸  |                                                          |
| ۴۴.   | پیتر اتبو          | ۳۲'   | نیجریه              | ۰–۱ | ۰–۲           | کرواسی              | ۲۰۱۸ روسیه         | دور نخست              | ژوئن ۱۶, ۲۰۱۸  |                                                          |
| ۴۵.   | تیاگو چیونک        | ۳۷'   | لهستان              | ۰–۱ | ۱–۲           | سنگال               | ۲۰۱۸ روسیه         | دور نخست              | ژوئن ۱۹, ۲۰۱۸  |                                                          |
| ۴۶.   | احمد فتحی          | ۴۷'   | مصر                 | ۰–۱ | ۱–۳           | روسیه               | ۲۰۱۸ روسیه         | دور نخست              | ژوئن ۱۹, ۲۰۱۸  |                                                          |
| ۴۷.   | دنیس چریشف         | ۲۳'   | روسیه               | ۰–۲ | ۰–۳           | اروگوئه             | ۲۰۱۸ روسیه         | دور نخست              | ژوئن ۲۵, ۲۰۱۸  |                                                          |
| ۴۸.   | ادسون آلوارز       | ۷۴'   | مکزیک               | ۰–۳ | ۰–۳           | سوئد                | ۲۰۱۸ روسیه         | دور نخست              | ژوئن ۲۷, ۲۰۱۸  |                                                          |
| ۴۹.   | یان سومر           | ۹۰+۳' | سوئیس               | ۲–۲ | ۲–۲           | کاستاریکا           | ۲۰۱۸ روسیه         | دور نخست              | ژوئن ۲۷, ۲۰۱۸  |                                                          |
| ۵۰.   | یاسین مریاح        | ۳۳'   | تونس                | ۰–۱ | ۲–۱           | پاناما              | ۲۰۱۸ روسیه         | دور نخست              | ژوئن ۲۸, ۲۰۱۸  |                                                          |
| ۵۱.   | سرگئی ایگناشویچ    | ۱۲'   | روسیه               | ۰–۱ | ۱–۱ (۴–۳)     | اسپانیا             | ۲۰۱۸ روسیه         | یک‌شانزدهم نهایی       | ژوئیه ۱, ۲۰۱۸  |                                                          |
| ۵۲.   | فرناندینیو         | ۱۳'   | برزیل               | ۰–۱ | ۱–۲           | بلژیک               | ۲۰۱۸ روسیه         | یک‌چهارم نهایی         | ژوئیه ۶, ۲۰۱۸  |                                                          |
| ۵۳.   | ماریو مانژوکیچ     | ۱۸'   | کرواسی              | ۰–۱ | ۲–۴           | فرانسه              | ۲۰۱۸ روسیه         | فینال                 | ژوئیه ۱۵, ۲۰۱۸ |                                                          |
| ۵۴.   | نایف اکرد          | ۴۰'   | مراکش               | ۲–۱ | ۲–۱           | کانادا              | ۲۰۲۲‌ قطر           | دور نخست              | دسامبر ۱, ۲۰۲۲ |                                                          |
| ۵۵.   | انزو فرناندز       | ۷۷'   | آرژانتین            | ۲–۱ | ۲–۱           | استرالیا            | ۲۰۲۲‌ قطر           | یک‌شانزدهم نهایی       | دسامبر ۳, ۲۰۲۲ |                                                          |